# Осетинская организованная преступная группировка
Осетинская ОПГ — этническая организованная преступная группировка, действовавшая в Москве в 1990-е годы.

## Образование и руководство
Осетинская ОПГ образовалась в начале 1990-х годов в Москве. С момента создания одним из главных лидеров группировки был осетинский вор в законе Николай Бизикашвили (Цика). Во времена СССР он был квартирным вором и предпочитал действовать в одиночку. В первый раз он был осуждён в возрасте 17 лет в 1973 году на три года заключения за грабёж. Вскоре после освобождения он снова был осуждён за грабёж и хранение наркотиков на четыре года. Освободившись, Бизикашвили продолжил преступную деятельность. В конце 1979 года он был задержан в Москве и помещён в изолятор временного содержания. Цика сумел оттуда сбежать и всего за три месяца совершил более полусотни квартирных краж во Владикавказе, Москве, Ленинграде, Львове и Симферополе. В 1980 году он был осуждён на пять лет. В 1987 году Бизикашвили был задержан в Орджоникидзе и осуждён на 1,5 года за хранение наркотиков. После освобождения Цика переехал в Москву, где возглавил Осетинскую ОПГ.
В Осетинскую ОПГ входило около 30 боевиков — бывших спортсменов. Базой и местами сбора руководства ОПГ была одна из квартир в Москве и частная мебельная фабрика. Группировка специализировалась на вымогательствах, разбоях и похищении людей. Также ОПГ удачно занималась финансовыми махинациями. Ареал влияния группировки распространялся на муниципальный округ «Мосфильмовский». Местная славянская преступная группировка «Мосфильмская» стала союзником Осетинской ОПГ, а их лидер Сергей Шевкуненко (Шеф) стал близким сообщником Бизикашвили. Под контролем группировки находился АКБ «Иронбанк».

## Преступная деятельность
Бизикашвили хотел расширить территорию деятельности своей группировки за счёт соседних округов. Попытки сделать это привели к частым вооружённым «разборкам» с конкурирующими ОПГ. Для восполнения потерь и увеличения численности своей ОПГ Цика пытался привлекать в группировку земляков-спортсменов, беря их под свою «опеку».
Самым известным преступлением группировки было разбойное нападение на художника Андрея Соболя. Более двадцати вооружённых автоматами боевиков ОПГ во главе с Бизикашвили вытащили Соболя из автомобиля, отобрали более двух тысяч долларов, радиотелефон, автомобиль «Мерседес» и все документы на него. После бандиты на автомобиле «Жигули» возили художника по разным квартирам, избивали и требовали деньги за проданные им две личные иномарки. Но Соболю удалось сбежать, выпрыгнув из окна третьего этажа. Ему помогли незнакомые люди, укрыв его у себя, и уже от них художник связался со своими друзьями. Те, знавшие Бизикашвили, договорились с ним о встрече в лесу около Мосфильмовской улицы для разбора ситуации. Но на следующий день, когда друзья художника о чем-то договаривались в лесу с Цикой, ждавший их возле машины Соболь был снова похищен бандитами. Сергей Шевкуненко и Игорь Костюнин (Костюня), угрожая автоматом, отвезли его в какую-то квартиру, куда вскоре пришёл Бизикашвили с семью подручными, вооружёнными автоматами. Он объявил Соболю, что его сдали его друзья, так как они испугались вооружённых автоматами бандитов. Также Цика сказал, что с ним может говорить только такой же вор в законе. Тем не менее бандиты отпустили Соболя, и он написал заявление в РУОП.
Параллельно с похищениями Соболя участники ОПГ вымогали 15 тысяч долларов или квартиру у супружеской пары Андриановых. Бандиты считали, что друзья Андрея Андрианова летом 1994 года устроили с осетинами и с людьми Шевкуненко вооружённую «разборку» из-за какого-то пустяка. Тогда обошлось без жертв, но боевиков Цики и Шефа забрали в  отделение милиции, откуда их якобы пришлось выкупать за 8 тысяч долларов. Бандиты считали, что за это Андрианов должен им отдать 15 тысяч долларов. Андрианов согласился продать дачу и вернуть сумму частями, но бандиты требовали отдать или всё сразу, или квартиру. Бандиты несколько суток возили Андрианова и его жену по разным квартирам, а разговаривал с ними сам главарь группирповки. Но Андриановым тоже удалось бежать. Они написали заявление в РУОП на следующий день после того, как это же сделал Андрей Соболь.
В похищении супругов подозревались не осетинские бандиты, а двое жителей Москвы (этнических русских)  — Игорь Костюнин и Антон Ракитин, который занимался обменом квартир. По оперативным данным они оба были участниками группировки Шевкуненко. Ракитин вместе с Костюней скрылись и были задержаны только в октябре 1994 года. Тогда же сотрудники РУОПа арестовали и Дмитрия Лавроненко, которого считали участником этой же группировки. У него дома были найдены пистолет Макарова, два чехословацких пистолета-пулемёта и обрез охотничьего ружья. Позже Лавроненко был обвинён в бандитизме.

## Арест
В начале июля 1994 году Бизикашвили и пятеро участников его группировки были арестованы. У Цики были изъяты четыре ампулы наркотика «бупренорфин» и ключи от автомобиля Соболя. Им были предъявлены обвинения в бандитизме, вымогательстве и похищении людей, а главарю ОПГ — ещё и в хранении наркотиков. Перед судом предстали девять участников группировки. В феврале 1995 года оставшийся без прикрытия Осетинской ОПГ Шевкунеко был убит, это убийство раскрыто не было.
Следствие по делу Бизикашвили более двух лет вели сначала следственный отдел РООП Западного округа, а потом Кунцевская прокуратура. На суде Цика вёл себя вежливо, если он хотел что-то сказать, то поднимал руку, как школьник. В 1997 году главарь ОПГ и его подручные были осуждены. Лишившаяся руководства ОПГ была ослаблена.